# Municipio de Chestnuthill
El municipio de Chestnuthill  (en inglés: Chestnuthill Township) es un municipio ubicado en el condado de Monroe en el estado estadounidense de Pensilvania. En el año 2000 tenía una población de 14.418 habitantes y una densidad poblacional de 148,6 personas por km².

## Geografía
El municipio de Chestnuthill se encuentra ubicado en las coordenadas 40°56′00″N 75°21′59″O / 40.93333, -75.36639.

## Demografía
Según la Oficina del Censo en 2000 los ingresos medios por hogar en la localidad eran de $50,210 y los ingresos medios por familia eran $55,058. Los hombres tenían unos ingresos medios de $41,988 frente a los $25,363 para las mujeres. La renta per cápita para la localidad era de $20,017. Alrededor del 7,9% de la población estaban por debajo del umbral de pobreza.